# Hanspeter Neuhold
Hanspeter Neuhold (* 29. Januar 1942 in Budapest) ist ein österreichischer Jurist und war bis 2010 Professor für Internationale Beziehungen und Völkerrecht an der Universität Wien.

## Ausbildung und beruflicher Werdegang
Sein Studium der Rechtswissenschaften absolvierte Neuhold an der Universität Wien, wo er 1965 zum Doktor der Rechte promoviert wurde. Hieran schloss sich zwischen 1966 und 1975 eine Tätigkeit als Wissenschaftlicher Assistent am Institut für Völkerrecht und Internationale Beziehungen an seiner Alma Mater an. Parallel schloss Neuhold 1967 ein Aufbaustudium am Institut des hautes études internationales der Université Panthéon-Assas in Paris ab.
1968/69 gehörte er der österreichischen Delegation bei der Wiener Vertragsrecht-Konferenz an. Im darauf folgenden Jahr arbeitete er als Jurist im Außenministerium und unterrichtete 1971 als Gastdozent an der Columbia University und am Ausbildungs- und Forschungsinstitut der Vereinten Nationen.
Ab 1973 war Neuhold für die Organisation der Sommerakademie an der diplomatischen Akademie Wien zuständig und 1975 wurde ihm an der Universität Wien eine Juniorprofessur für Völkerrecht und Internationale Beziehungen verliehen. Neben dieser Tätigkeit, die er bis 1980 ausübte, arbeitete Neuhold als Berater des Verteidigungsministeriums und nahm eine Gastprofessur an der Norman Paterson School of International Affairs in Ottawa wahr. 1980 wurde er zum außerordentlichen Professor für Völkerrecht und Internationale Beziehungen an der Universität Wien berufen. Er gehörte der österreichischen Delegation bei der Konferenz über Sicherheit und Zusammenarbeit in Europa sowohl 1981 in Madrid als auch zwischen 1986 und 1989 in Wien an. 1990 erhielt Neuhold schließlich eine ordentliche Professur, die er bis zu seiner Emeritierung 2010 behielt.
Neben seiner universitären Karriere gehörte Neuhold auch weiterhin verschiedenen diplomatischen Delegationen seines Heimatlandes an. So nahm er unter anderem an der Weltkonferenz über Menschenrechte teil und beriet als Mitglied einer internationalen Expertengruppe den Kommissar für Außenbeziehungen und europäische Nachbarschaftspolitik Hans van den Broek zu Fragen der Gemeinsamen Außen- und Sicherheitspolitik. Ferner hatte er zwischen 1997 und 2001 das Amt des Vizepräsidenten der Deutschen Gesellschaft für Völkerrecht inne. Zudem nahm er Gastprofessuren an der Universität Leiden und am College of Europe in Brügge wahr.

## Sonstiges
Neuhold ist verheiratet und Vater von zwei Töchtern. Neben seiner Muttersprache Deutsch spricht er auch Englisch, Französisch, Italienisch und Spanisch.

## Mitgliedschaften (Auswahl)
- European Society of International Law
- American Society of International Law

## Publikationen (Auswahl)
- The Law of International Conflict: Force, Intervention and Peaceful Dispute Settlement. Brill/Nijhoff, Leiden/Boston 2016
- The United Nations as a security organization: the „Balkan Laboratory“ Franz-von-Liszt-Inst. für Internat. Recht u. Rechtsvergleichung, Gießen 2007
- The international community and „rogue states“. In: Andreas Fischer-Lescano (Hrsg.): Frieden und Freiheit: Festschrift für Michael Bothe zum 70. Geburtstag. Nomos, Baden-Baden 2008, ISBN 978-3-8329-3667-9, S. 215–235.
- The European Union at the crossroads: Three major challenges. In: Peter Fischer (Hrsg.): Die Welt im Spannungsfeld zwischen Regionalisierung und Globalisierung: Festschrift für Heribert Franz Köck. Linde, Wien 2009, ISBN 978-3-7073-1165-5, S. 253–271.